# 伍斯特 (紐約州普查規定居民點)
伍斯特（英語：Worcester）是位於美國紐約州奧齊戈縣的普查規定居民點。

## 人口
根據2020年美國人口普查的數據，伍斯特的面積為22.30平方千米，當中陸地面積為22.18平方千米，而水域面積為0.12平方千米。當地共有人口986人，而人口密度為每平方千米44.22人。